# Bülbülä-sjön
Bülbülä-sjön (azerbajdzjanska: Bülbülə Gölü; tidigare ryska: Бюльбюля: Bjulbjulja) är en sjö i Azerbajdzjan.   Den ligger i distriktet Baku, i den östra delen av landet, 9 km nordost om huvudstaden Baku. Bülbülä-sjön ligger 4 meter över havet. Arean är 1,2 kvadratkilometer. Den sträcker sig 2,7 kilometer i nord-sydlig riktning, och 1,7 kilometer i öst-västlig riktning.
Följande samhällen ligger vid Bülbülä-sjön:
- Qaraçuxur (72 989 invånare)
- Bakıxanov (66 686 invånare)
- Ämircan (26 798 invånare)
- Sabunçu (20 996 invånare)
- Ramana (8 855 invånare)

Trakten runt Bülbülä-sjön består i huvudsak av gräsmarker. Runt Bülbülä-sjön är det tätbefolkat, med 982 invånare per kvadratkilometer.